# 1947 w Wojsku Polskim
Kalendarium Wojska Polskiego 1947 – wydarzenia w Wojsku Polskim w roku 1947.

## 1947
do kraju przybyło z Wielkiej Brytanii 46 transportów żołnierzy polskich, a wśród nich wielu lotników z byłych Polskich Sił Powietrznych

## Styczeń
2 stycznia
- Dowódca Lotnictwa WP wydał rozkaz wprowadzający nowy jednolity wzór umundurowania w lotnictwie wojskowym – kolor stalowy, nawiązujący do wzorów mundurów polskich lotników przed wojną[1][2]

3 stycznia
- rozwiązano w Wielkiej Brytanii 131 Skrzydło Myśliwskie, w skład którego wchodziły: 302 Dywizjon Myśliwski „Poznański”, 308 Dywizjon Myśliwski „Krakowski” i 317 Dywizjon Myśliwski „Wileński”[1]

7 stycznia
- rozwiązano w Wielkiej Brytanii 306 Dywizjon Myśliwski „Toruński”[1]

8 stycznia
- w Londynie zmarł generał dywizji Tadeusz Kutrzeba

25 stycznia
- zorganizowano w dęblińskiej szkole lotniczej Kurs Doskonalenia Oficerów-Dowódców Pułku i Szefów Sztabów, którego celem było przygotowanie kierowniczych kadr lotnictwa wojskowego, a pierwszy kurs objął szkoleniem 69 oficerów[1][2]
- dla potrzeb Dowództwa Marynarki Wojennej utworzono klucz lotniczy składający się z dwóch samolotów Po-2[1]

## Luty
5–10 lutego
- na podstawie rozkazu Nr 03 Naczelnego Dowódcy Wojska Polskiego z 22 stycznia 1947 rozpoczęto piątą fazę demobilizacji stanu osobowego Wojska Polskiego[3]

6 lutego
- wydano decyzję o redukcji WP o 29 973 żołnierzy[4]

7 lutego
- z połączenia Oficerskiej Szkoły Samochodowej i Oficerskiej Szkoły Broni Pancernej utworzono Oficerską Szkołę Broni Pancernej i Wojsk Samochodowych w Poznaniu

21 lutego
- Ostrowsku na Podhalu Grupa Operacyjna Korpusu Bezpieczeństwa Wewnętrznego zlikwidowała oddział podziemia niepodległościowego porucznika Józefa Kurasia ps. „Ogień”[3]

22 lutego
- na podstawie rozkazu Nr 06 Naczelnego Dowódcy Wojska Polskiego z 11 lutego 1947 rozpoczęła się szósta faza demobilizacji stanu osobowego Wojska Polskiego[3]

26 lutego
- Naczelny Dowódca Wojska Polskiego wydał rozkaz Nr 063 w sprawie przeformowania Inspektoratu Broni Pancernej w Główny Inspektorat Broni Pancernej Ministerstwa Obrony Narodowej[3]

## Marzec
- rozformowano 1 Warszawską Dywizję Kawalerii, sztandar dywizji przekazano do Muzeum Wojska Polskiego[3]
- ukazał się pierwszy numer kwartalnika „Przegląd Morski” oraz miesięcznika „Przegląd Samochodowy”[3]

7 marca
- powołano Inspektora Obrony Przeciwlotniczej[4]
- Naczelny Dowódca Wojska Polskiego wydał rozkaz Nr 037 w sprawie przeformowania Oficerskiej Szkoły Piechoty i Kawalerii w Oficerską Szkołę Piechoty Nr 1[3]

9 marca
- do Londynu udała się Polska Misja Morska na czele z komandorem porucznikiem Stefanem de Walden z zadaniem sprowadzenia do kraju polskich okrętów wojennych znajdujących się od 1939 w Wielkiej Brytanii[3]

13 marca
- Naczelny Dowódca Wojska Polskiego wydał rozkazy:

Nr 080 w sprawie przeformowania Dowództwa Lotnictwa w Dowództwo Wojsk Lotniczych
Nr 089 w sprawie przeformowania Wojskowego Instytutu Naukowo-Wydawniczego w Wydawnictwo „Prasa Wojskowa”
18–27 marca
- samoloty lotnictwa wojskowego brały udział w walce z zatorami lodowymi i powodzią na Wiśle, podczas której wykonano 142 loty w czasie 170 h 27 min. i zrzucono na zatory ponad 100 ton bomb oraz 5 ton żywności dla ludzi i 4 tony paszy dla bydła[1][5]

28 marca
- w czasie przejazdu na drodze Sanok–Baligród zginął generał broni Karol Świerczewski[3][6][7]

30 marca
- Minister Obrony Narodowej wydał decyzję w sprawie zbudowania przez wojska inżynieryjno-saperskie mostu pontonowego łączącego Pragę z lewobrzeżną Warszawą[3] → Mosty w Warszawie

31 marca
- generał brygady Aleksander Romeyko zastąpił na stanowisku Dowódcy Wojsk Lotniczych generała broni Fiodora Połynina, który został wyróżniony polską złotą „Odznaką Pilota Wojskowego” i wyjechał do ZSRR[5]

## Kwiecień
- przekazano do eksploatacji most pontonowy na Wiśle wybudowany przez żołnierzy 1 Warszawskiego Pułku Pontonowego[3]
- ukazał się pierwszy numer czasopisma wydawanego przez Dowództwo Wojsk Lotniczych pod nazwą „Wojskowy Przegląd Lotniczy”, którego redaktorem był ppłk pil. August Menczak; siedziba mieściła się w Dowództwie Wojsk Lotniczych w Warszawie[1][5]

1 kwietnia
- nowy etat Wojsk Lotniczych przewidywał 2076 oficerów, w tym 10 generałów, 42 pułkowników, 135 podpułkowników, 227 majorów, 345 kapitanów, 600 poruczników, 558 podporuczników i 159 chorążych, a liczebność Wojsk Lotniczych ogółem nie przekraczała 10 tysięcy ludzi[1]

8 kwietnia
- Minister Obrony Narodowej wydał rozkaz w sprawie letniego okresu szkolenia[4]

17 kwietnia
- rozpoczęto akcję „Wisła” (do 17 lipca 1947)[3]
- rozkazem ministra obrony narodowej gen. dyw. Zygmunt Berling został komendantem grupy przygotowawczej, której powierzono zadanie zorganizowania Akademii Sztabu Generalnego[3]
- powstało Biuro Historyczne Wojska Polskiego podległe szefowi Sztabu Generalnego z połączenia Wojskowego Biura Historycznego z Oddziałem Historycznym[3]
- Państwowa Komisja Bezpieczeństwa wydała zarządzenie Nr 00189/III w sprawie powołania, z dniem 20 kwietnia, Grupy Operacyjnej „Wisła”
- Dowódca Wojsk Lotniczych wydał rozkaz o zorganizowaniu w składzie grupy operacyjnej „Wisła” specjalnej eskadry łącznikowej, złożonej z 9 samolotów Po-2 i jednego Dc-3 do walki z oddziałami UPA, a stacjonowała ona na lotnisku Jasionka w Rzeszowie[1][5]

## Maj
1 maja
- Wojsko Polskie liczyło 147 000 żołnierzy[4]

9 maja
- w Muzeum Wojska Polskiego w Warszawie Prezydent RP Bolesław Bierut otworzył nową salę poświęconą historii walk partyzanckich w latach 1939–1945[3]

11 maja
- w Oficerskiej Szkole Lotnictwa w Dęblinie odbyła się trzecia promocja pilotów połączona z zakończeniem „Kursu Dowódców Pułków i Szefów Sztabu”[1]

15 maja
- w Gryficach zakończono rozformowanie Oficerskiej Szkoły Piechoty Nr 2[3]

25 maja
- Minister Obrony Narodowej nadał 16 DP i jej oddziałom nazwy: 16 Kaszubska Dywizja Piechoty, 51 Kościerski Pułk Piechoty, 55 Elbląski Pułk Piechoty, 60 Kartuski Pułk Piechoty, 41 Gdański Pułk Artylerii Lekkiej i 20 Wejherowski Samodzielny Dywizjon Artylerii Przeciwpancernej[3]

## Czerwiec
3 czerwca

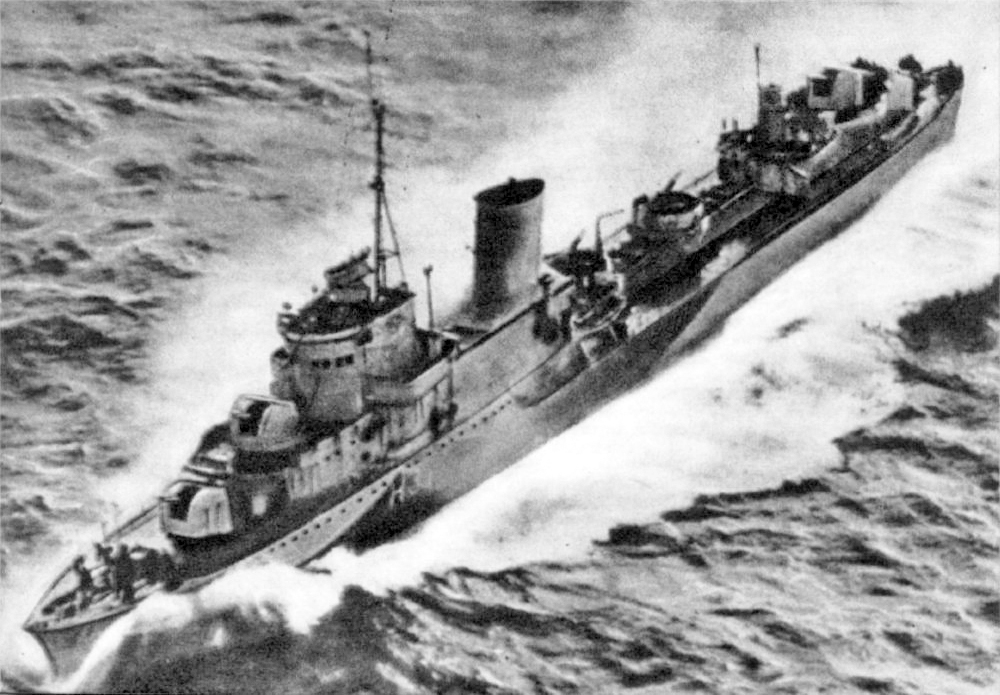
ORP „Błyskawica”

- Minister Obrony Narodowej wydał rozkaz w sprawie organizacji nauczania analfabetów i półanalfabetów odbywających służbę wojskową[a][4]
- wydano „Tymczasowy Regulamin Walki Broni Połączonych” cz. I[4]

14 czerwca
- W Obozie Foxley II został rozformowany 2 Szwadron Regulacji Ruchu.

19 czerwca
- wszedł w życie układ w sprawach finansowych pomiędzy Polską a Wielką Brytanią i Irlandią Północną, podpisany w Londynie dnia 24 czerwca 1946[8]; układ regulował sprawy finansowe związane między innymi z Polskimi Siłami Zbrojnymi na Zachodzie
- w locie bojowym zginął porucznik nawigator Jan Dzieńkowski z Oficerskiej Szkoły Lotniczej w Dęblinie[1][5]

30 czerwca
- w porcie Rosyth w Szkocji polska komisja odbiorcza podpisała protokół odbioru od władz angielskich ORP „Błyskawica”; tego samego dnia na okręcie podniesiono banderę, proporzec i znak dowódcy okrętu[9]

## Lipiec
1 lipca
- na podstawie rozkazu ministra obrony narodowej nr 82 z 23 maja 1947 r. rozpoczęła się siódma faza demobilizacji stanu osobowego Wojska Polskiego[9]

3 lipca
- Ustawa o nowej rocie przysięgi Wojska Polskiego[9]

4 lipca
- w Gdyni na Oksywiu powitano ORP „Błyskawica”, który przez 94 miesiące przebywał w Wielkiej Brytanii[9][10]

7 lipca
- rozkazem nr 0184 ministra obrony narodowej rozformowano Grupę Przygotowawczą do zorganizowania Akademii Sztabu Generalnego[9]

17 lipca
- wydano zarządzenie Państwowego Komitetu Bezpieczeństwa o rozwiązaniu z dniem 31 lipca 1947 r. grupy operacyjnej „Wisła”[9]

## Sierpień
- Oficerską Szkołę Czołgów z Modlina przeniesiono do Poznania i przemianowano na Oficerską Szkołę Broni Pancernej i Wojsk Samochodowych[9]
- w wojsku wprowadzono do użytku „Tymczasowy Regulamin Walki Broni Połączonych cz. I”[9]

21 sierpnia
- Rada Ministrów rozporządzeniem uznała Ligę Lotniczą[11] za stowarzyszenie wyższej użyteczności i rozwiązała Stowarzyszenie Ligi Obrony Powietrznej i Przeciwgazowej[9]

27 sierpnia
- komendantem Oficerskiej Szkoły Lotniczej był mianowany płk. pil. Szczepan Ścibior[1]

31 sierpnia
- w sali „Romy” W Warszawie rozpoczął się II Ogólnokrajowy Zjazd delegatów Związku Uczestników Walki Zbrojnej o Niepodległość i Demokrację[9]

## Wrzesień
- oficerowie, podoficerowie i pracownicy wojska wpłacili kwotę 19 924 154 zł w ramach zbiórki na Społeczny Fundusz Odbudowy Stolicy[9]

5 września
- w Cierlicku na Zaolziu delegacja ludowego Wojska Polskiego wzięła udział w czechosłowacko-polskich uroczystościach związanych z 15 rocznicą śmierci Stanisława Wigury i Franciszka Żwirko[1]

12–14 września
- na stadionie WKS „Legia” w Warszawie odbyły się II Mistrzostwa Wojska Polskiego[9] → Stadion Wojska Polskiego w Warszawie

30 września
- w Paryżu nastąpiła wymiana dokumentów ratyfikacyjnych Konwencji między Polską a Francją w sprawie wypłaty zaopatrzeń z tytułu śmierci i inwalidztwa ofiarom wojny 1939-1945, podpisanej w Paryżu dnia 11 lutego 1947[12]

zgodnie z konwencją wszystkie prawa i korzyści, przewidziane w ustawodawstwie francuskim o pensjach wojskowych z tytułu śmierci i inwalidztwa dla francuskich byłych wojskowych i członków ruchu oporu oraz członków ich rodzin, przysługiwały zgodnie z właściwymi przepisami ustawowymi i regulaminami obywatelom polskim, którzy służyli w armii francuskiej w charakterze cudzoziemców, byli członkami Francuskich Sił Wewnętrznych w warunkach, określonych dekretem z dnia 20 września 1944 w sprawie statutu Francuskich Sił Wewnętrznych oraz byli członkami Francuskiego Ruchu Oporu lub Polskiego Ruchu Oporu we Francji w warunkach, określonych zarządzeniem Nr 45 322 z dnia 3 marca 1945

## Październik
- po raz pierwszy w Polsce w OSL w Dęblinie wykonano podwójny skok ze spadochronem z samolotu LWD „Szpak 4”, a wyczynu tego dokonali por. B. Krugły i chor. J. Lis[1]

15 października
- Minister Obrony Narodowej wydał rozkaz organizacyjny Nr 0232/Org. w sprawie sformowania Poligonu Naukowo-Badawczego Wojsk Inżynieryjno-Saperskich → Wojskowy Instytut Techniki Inżynieryjnej

22 października
- wydano dekret o powołaniu Akademii Sztabu Generalnego WP[4]

26 października
- w Technicznej Oficerskiej Szkole Lotnictwa odbyła się promocja oficerów połączona z wręczeniem sztandaru dla szkoły ufundowanego przez organizacje młodzieżowe ZMW, OM, „Tur” i „Wici” województwa warszawskiego; promocji dokonał wiceminister obrony narodowej gen. dyw. Marian Spychalski[1][14]

28 października
- weszło w życie, z mocą obowiązującą od dnia 1 października 1947, rozporządzenie Ministra Obrony Narodowej z dnia 2 października 1947 wydane w porozumieniu z Ministrem Skarbu o ustanowieniu dodatku reprezentacyjnego dla niektórych wojskowych[15]

szef Sztabu Generalnego WP otrzymywał dodatek reprezentacyjny w wysokości 20 tys. zł miesięcznie (grupa I), natomiast dowódca pułku w wysokości 4 tys. zł (grupa VI)
31 października
- w czasie pełnienia obowiązków służbowych zginął śmiercią lotnika radziecki oficer, podpułkownik pilot Borys Bortkiewicz, współorganizator i zastępca komendanta Oficerskiej Szkoły Lotniczej Wojska Polskiego w Dęblinie[1]

## Listopad
3 listopada
- Polska Misja Wojskowa w Berlinie wydała notę do Sojuszniczej Rady Kontroli w sprawie ukrócenia akcji rewizjonistycznych przeciwko Polsce w Niemczech Zachodnich[9]

29 listopada
- minister obrony narodowej wydał rozkaz nr 0271 w sprawie podziału sił zbrojnych PRL na trzy zasadnicze i odrębne rodzaje: Wojska Lądowe, Wojska Lotnicze i Marynarkę Wojenną[9]
- powołano Dowództwo Wojsk Lądowych[4]

29–30 listopada
- obradował w Warszawie II Krajowy Zjazd Związku Dąbrowszczaków[9]

## Grudzień
- trałowce Marynarki Wojennej do końca roku oczyściły z min Zatokę Pucką[9]
- wydano i wprowadzono przepisy o gospodarce mundurowej w czasie pokoju

12 grudnia
- Marszałek Polski Michał Żymierski uroczyście otworzył Akademię Sztabu Generalnego w Warszawie, w uroczystości uczestniczył Prezydent Rzeczypospolitej Polskiej Bolesław Bierut[9]
- kolejna reorganizacja MON
- przeprowadzono reorganizację SG WP i dowództw OW[4]